# Rostislav Václavíček
Rostislav Václavíček (7. prosince 1946 Vrahovice – 7. srpna 2022 Brno) byl český fotbalový obránce, reprezentant Československa a trenér. Je olympijským vítězem z LOH 1980 v Moskvě. V sezoně 1977/78 získal mistrovský titul se Zbrojovkou Brno pod vedením Josefa Masopusta. Roku 2009 získal Cenu Václava Jíry.
Jeho syn Rostislav Václavíček ml. se rovněž věnoval fotbalu a jeho zeť Jiří Pecha je trenér a bývalý prvoligový fotbalista.

## Hráčská kariéra
Začínal v Sokolu Vrahovice, na střední škole v Bratislavě hrál dorosteneckou ligu za TJ VSŽ Dukla Bratislava. Na vojně hrál za VTJ Dukla Vyškov. Poté přestoupil do TJ Železárny Prostějov (III. liga) a později do TJ NHKG Ostrava (II. liga).

### Rekord
V československé lize odehrál 289 zápasů a vstřelil 13 branek, vše v dresu Zbrojovky Brno, kde působil v letech 1971–1981 (I. liga) a 1984–1985 (II. liga, 44 starty / 4 branky). V A-mužstvu Zbrojovky odehrál 324 utkání v řadě z celkových 333. Druhou ligu hrál i v TJ NHKG Ostrava.
Je držitelem rekordu československé a české ligy: nastoupil ve 280 po sobě jdoucích prvoligových utkáních bez přerušení (01.05.1972–10.06.1981, platné 01.01.2020). V letech 1981–1984 hrál za druholigový belgický klub KSC Hasselt, který vedl Josef Masopust.

### Reprezentace
V olympijském výběru ČSSR sehrál 17 utkání (15.04.1978–29.07.1980), jedno utkání odehrál i za B-mužstvo Československa (09.11.1977).

### Ligová bilance
| Ročník                                   | Zápasy | Góly | Klub              |
| ---------------------------------------- | ------ | ---- | ----------------- |
| 2. liga 1969/70                          | -      | 3    | TJ NHKG Ostrava   |
| 1. československá fotbalová liga 1971/72 | 19     | 2    | TJ Zbrojovka Brno |
| 1. československá fotbalová liga 1972/73 | 30     | 0    | TJ Zbrojovka Brno |
| 1. československá fotbalová liga 1973/74 | 30     | 2    | TJ Zbrojovka Brno |
| 1. československá fotbalová liga 1974/75 | 30     | 3    | TJ Zbrojovka Brno |
| 1. československá fotbalová liga 1975/76 | 30     | 3    | TJ Zbrojovka Brno |
| 1. československá fotbalová liga 1976/77 | 30     | 2    | TJ Zbrojovka Brno |
| 1. československá fotbalová liga 1977/78 | 30     | 0    | TJ Zbrojovka Brno |
| 1. československá fotbalová liga 1978/79 | 30     | 0    | TJ Zbrojovka Brno |
| 1. československá fotbalová liga 1979/80 | 30     | 1    | TJ Zbrojovka Brno |
| 1. československá fotbalová liga 1980/81 | 30     | 0    | TJ Zbrojovka Brno |
| 1. ČNL 1984/85                           | 30     | 3    | TJ Zbrojovka Brno |
| 1. ČNL 1985/86                           | 14     | 1    | TJ Zbrojovka Brno |
| CELKEM I. LIGA (1971–1981)               | 289    | 13   |                   |
| CELKEM II. LIGA (1969–1985)              | –      | 7    |                   |

## Trenérská kariéra
Po skončení hráčské kariéry působil jako trenér v nižších soutěžích. Vedl postupně FC Medlánky, FC Zeman Brno, RAFK Rajhrad, SK Tuřany, FC Komín, FC Moravský Krumlov, FC CVM Mokrá-Horákov, divizní FC Boskovice, dále v I. A třídě Jihomoravského kraje SK Slavkov u Brna, který převzal po Romanu Kukletovi na podzim 2010. Na podzim 2011 trénoval FC Miroslav, na jaře 2012 si od trenérského řemesla odpočinul. V sezonách 2012/13 a 2013/14 (podzim) trénoval SK ŽS Křenovice v I. B třídě Jihomoravského kraje - skupině C. Na jaře 2014 vedl opět FC Medlánky v I. B třídě Jihomoravského kraje - skupině A.